# Llinda al carrer de Vilademunt
La Llinda al Carrer Vila d'Amunt és una obra de Palau-sator (Baix Empordà) inclosa a l'Inventari del Patrimoni Arquitectònic de Catalunya.

## Descripció
L'element està situat a l'extrem de migdia del poble de sant Feliu de boada, al raval de Vila d'Amunt.
Es tracta d'una inscripció que figura a la llinda de la porta d'accés d'una casa de tipologia senzilla. El text és el següent: "UN BURRU TINCH (dibuix incís d'un ase) ASSI Y ALTRA A LA ESTAB HA SON DOS Y ALQ MA MIRA SON TRES".

## Història
Aquest element potser datat envers el segle xviii. Les cases pròximes conserven llindes amb inscripcions d'aquest segle i de principis del segle xix.
La inscripció de la llinda és interessant pel seu valor com a mostra de l'humor popular aplicat als elements arquitectònics.